# Live Vengeance '82
Live Vengeance '82 je videozáznam koncertu Judas Priest, který byl pořízen v Mid South Coliseum, Memphis, Tennessee v USA 12. prosince 1982 na Screaming of Vengeance Tour.
Záznam původně vyšel na VHS v roce 1983 pod názvem Judas Priest live u vydavatelství CMV. V roce 2004 byl záznam remasterován, zvuk vyčištěn a převeden do DD 5.1 a na DVD vyšel jako součást box setu Metalogy. V roce 2006 se konečně dočkali i fanoušci, kteří chtěli koncert na DVD, ale nebyli ochotni investovat do raritního box setu: DVD totiž vyšlo samostatně s novým obalem u firmy Sony/BMG.
Koncert zastihl kapelu v jejím nejklasičtějším období, tedy mezi alby Screaming for Vengeance a Defenders of the Faith. Pro mnohé fanoušky byl právě tento koncert srdcovou záležitostí, k čemuž přispěl nejen perfektní a bezchybný výkon kapely, ale zejména surovost jejího projevu. Z počátku se projevovalo Halfordovo nachlazení, což se mohlo jevit jako nedostatek, ale po několika skladbách se stalo předností, o čemž přesvědčuje již druhá skladba „Riding on the Wind“.
Během koncertu se střídá jeden hit za druhým, Judas Priest nedají příležitost pochybovat o jejich genialitě a vše vrcholí při závěrečné „Hell Bent For Leather“, kdy po odehrání skladby Rob vytahuje bič a práská do svého Harleye, kterého následně zkopává ze stojanu a pokračuje v bičování. Ostatní intrumentalisté mezitím trápí své nástroje třením o sebe nebo odposlechy. Jedinečný zážitek nesmí chybět ve sbírce žádného heavy-metalisty, natož fanouška Judas Priest.

## Seznam skladeb
1. The Hellion/Electric Eye
2. Riding on the Wind
3. Heading Out to the Highway
4. Metal Gods
5. Bloodstone
6. Breaking the Law
7. Sinner
8. Desert Plains
9. The Ripper
10. Diamonds and Rust
11. Devil's Child
12. Screaming for Vengeance
13. You've Got Another Thing Comin'
14. Victim of Changes
15. Living After Midnight
16. The Green Manalishi (With the Two-Pronged Crown)
17. Hell Bent for Leather